# Sétimo Voo Experimental da SpaceX Starship
O Sétimo Voo Experimental da SpaceX Starship (Integrated Flight Test 7, ou IFT-7) foi o sétimo teste de voo do um veículo de lançamento da SpaceX Starship. Os veículos protótipos usados foram o Starship 33 (S33), o primeiro estágio superior do Bloco 2, e Super Heavy Booster 14 (B14), um veículo do Bloco 1.
O voo 7 decolou do Texas às 22:36 UTC do dia 16 de Janeiro de 2025. A FAA havia concedido uma licença de lançamento cobrindo vários voos da Starship, incluindo o voo 7, em 17 de dezembro. O contato com o S33 foi perdido pouco antes de seus motores serem programados para desligar. Posteriormente, o S33 foi visto explodindo enquanto voava sobre as Ilhas Turks e Caicos. O propulsor retornou com sucesso ao local de lançamento e foi capturado pelos pelo Mechazilla no OLP-A.

## Histórico

### Testes de veículos antes do lançamento
A Starship (S33), do Bloco 2, deverá voar no voo 7. Em outubro de 2024, o S33 passou por testes de crioproteção. O Super Heavy Booster (B14), também passou por testes criogênicos em outubro. O Booster 14 foi deslocado para o OLP-1 e conduziu com sucesso um teste de spin prime e disparo estático no início de dezembro, mas retornou ao local de produção para modificações finais pré-voo. O S33 também passou por uma combinação de testes de spin prime e disparo estático no final do mês de Dezembro. No dia 10 de Janeiro de 2025, S33 e B14 realizaram um ensaio geral.

### Imagens da NASA do pouso da Starship
Para este lançamento, a NASA planeja usar uma aeronave Gulfstream V especialmente equipada (N95NA[5]) para capturar imagens da reentrada e do pico de aquecimento da Starship. A aeronave será posicionada para observar a espaçonave conforme ela emerge no horizonte e cai no Oceano Índico. Para garantir condições ideais de imagem, o pouso deve ocorrer à noite, e a aeronave deve voar com suas luzes externas e internas apagadas. Isso representa riscos significativos à segurança, exigindo autorização especial da Administração Federal de Aviação (FAA) e procedimentos rigorosos para impedir que outras aeronaves entrem na trajetória de voo.
A NASA solicitou uma isenção acelerada da FAA para iniciar voos de prática sobre o Golfo do México e o Texas no início de dezembro. Posteriormente, a aeronave voará para Perth, Austrália, em 3 de janeiro, para voos de prática adicionais na zona de pouso real, antes do Teste de Voo 7 em 2025. Se a FAA aprovar a isenção, a Autoridade de Segurança da Aviação Civil da Austrália indicou sua disposição em honrar a isenção, permitindo voos de prática e o voo de imagem durante o Teste de Voo 7.

## Perfil da Missão
O perfil da missão para o teste de voo 7 será semelhante ao IFT-6, visando um pouso no Oceano Índico com uma tentativa de religamento dos motores. Além disso, o S33 lançará dez "simuladores" Starlink, que também reentrarão sobre o Oceano Índico.

### Linha do tempo
| Hora      | Evento | 16 de Janeiro de 2025                                     |
| --------- | --- | --------------------------------------------------------- |
| −01:15:00 | Diretor de Voos da SpaceX realiza votação e verifica que estão todos de acordo para carregamento de propelentes | Sucesso                                                   |
| −00:49:50 | Carregamento de metano líquido em andamento para a Starship                                                     | Sucesso                                                   |
| −00:49:21 | Carregamento de oxigênio líquido em andamento para a Starship                                                   | Sucesso                                                   |
| −00:41:15 | Carregamento de metano líquido em andamento para o Super Heavy Booster                                          | Sucesso                                                   |
| −00:35:39 | Carregamento de oxigênio líquido em andamento para o Super Heavy Booster                                        | Sucesso                                                   |
| −00:19:40 | Resfriamento de motores                                                                                         | Sucesso                                                   |
| −00:03:20 | Carregamento de propelentes da Starship finalizado                                                              | Sucesso                                                   |
| −00:02:50 | Carregamento de propelentes do Booster finalizado                                                               | Sucesso                                                   |
| −00:00:30 | Diretor de Voos da SpaceX realiza votação e verifica se voo está liberado (GO for launch)                       | Sucesso                                                   |
| −00:00:10 | Ativação do sistema defletor de chamas                                                                          | Sucesso                                                   |
| −00:00:03 | Ignição dos motores do Booster                                                                                  | Sucesso                                                   |
| +00:00:02 | Lançamento | Sucesso                                                   |
| +00:01:02 | Max q (momento de estresse máximo sobre o foguete)                                                              | Sucesso                                                   |
| +00:02:32 | MECO (Desligamento dos motores principais do Booster)                                                           | Sucesso                                                   |
| +00:02:39 | Ignição dos motores da Starship e separação de estágios (hot-staging)                                           | Falha parcial Os motores começaram a falhar em T+00:07:39 |
| +00:02:44 | Início da queima para retorno do Booster                                                                        | Falha parcial 12 dos 13 motores ligaram                   |
| +00:03:38 | Fim da queima para retorno do Booster                                                                           | Sucesso                                                   |
| +00:03:40 | Desacoplamento do anel de hot-staging                                                                           | Sucesso                                                   |
| +00:06:25 | Booster atinge velocidade transônica                                                                            | Sucesso                                                   |
| +00:06:35 | Início da queima para aterrisagem do Booster                                                                    | Sucesso                                                   |
| +00:06:56 | Fim da queima para aterrisagem do Booster, com pouso na torre de lançamento                                     | Sucesso                                                   |
| +00:08:27 | SECO (Desligamento dos motores da Starship)                                                                     | Falhou Starship explodiu aos ≈T+00:08:26                  |
| +00:17:33 | Demonstração de simulação da implantação de satélites Starlink                                                  | —                                                         |
| +00:37:33 | Re-acendimento de motores Raptor no espaço                                                                      | —                                                         |
| +00:47:25 | Reentrada atmosférica da Starship                                                                               | —                                                         |
| +01:03:12 | Starship atinge velocidade trânsonica                                                                           | —                                                         |
| +01:04:25 | Starship atinge velocidade subsônica                                                                            | —                                                         |
| +01:06:12 | Manobra de pouso da Starship                                                                                    | —                                                         |
| +01:06:18 | Início da queima para aterrisagem da Starship                                                                   | —                                                         |
| +01:06:38 | Fim da queima para aterrisagem da Starship, com pouso no oceano                                                 | —                                                         |

## Resultado da missão
No momento T+2:40, a Ship 33 acionou todos os seis motores Raptor e se separou do Booster 14. Durante a queima de impulsão, o Booster 14 acionou 12 de seus 13 motores centrais; um motor abortou devido a problemas com seu sistema de ignição, para o qual futuros boosters já estavam planejados para receber uma solução.   Apesar disso, o B14 retornou com sucesso ao local de lançamento e foi capturado pelas “chopsticks” no OLP-A, tornando-se o segundo booster recuperado com sucesso, após o Booster 12 no Voo 5.
Durante a queima de subida da S33, uma série de desligamentos em cascata dos motores ocorreu. A primeira falha foi registrada no momento T+7:39, quando um motor central desligou, seguida pela falha de um segundo motor central em T+8:02 e de um motor externo Raptor Vacuum (RVac) adjacente em T+8:04. Em T+8:18, outro RVac externo desligou, e em T+8:24, o último motor central com capacidade de giro falhou. A telemetria foram perdidas em T+8:26, a uma altitude de 146 quilômetros (91 mi), 27 segundos antes do desligamento planejado dos motores.
Cerca de três minutos depois, a S33 explodiu sobre as Ilhas Turks e Caicos, com os destroços provavelmente reentrando no oceano ao norte de Porto Rico e das Ilhas Virgens Britânicas, levando ao fechamento do espaço aéreo na região por mais de uma hora. A FAA ordenou que a SpaceX realizasse uma investigação sobre o incidente, suspendendo os voos da Starship até a conclusão da análise.
Após a missão, o CEO da SpaceX, Elon Musk, declarou que um vazamento de propelente foi a provável causa da falha da S33: “As indicações preliminares sugerem um vazamento de oxigênio/combustível na cavidade acima da barreira de fogo dos motores da nave, grande o suficiente para gerar pressão além da capacidade de ventilação.”
Em 24 de fevereiro de 2025, a SpaceX afirmou que “uma resposta harmônica várias vezes mais forte durante o voo do que havia sido observada durante os testes” provavelmente causou aumento de estresse no sistema de propulsão da Starship e vazamentos de propelente, resultando em “incêndios sustentados” na seção traseira do veículo. A empresa também afirmou que o Sistema de Segurança de Voo Autônomo foi acionado automaticamente. 

### Resposta pública
No dia 25 de janeiro, uma equipe de gerenciamento de desastres do governo das Ilhas Turks e Caicos e a Divisão de Investigação de Acidentes Aéreos do Reino Unido se reuniram com representantes da SpaceX para discutir planos de recuperação de destroços. Os cidadãos foram solicitados a contatar a SpaceX sobre a localização dos destroços, hora do avistamento, mas foram instruídos a não tocar em nenhum destroço sem luvas por medo de que os destroços pudessem conter produtos químicos perigosos,  embora a SpaceX tenha confirmado que não havia materiais perigosos presentes. 
A SpaceX recebeu reações negativas de moradores locais que estão preocupados que o "rápido desenvolvimento iterativo" de naves espaciais possa resultar em incidentes semelhantes com mais frequência no futuro, potencialmente colocando em risco as vidas e os meios de subsistência das pessoas na área. Civis foram rápidos em limpar os destroços por medo de que os destroços fossem enterrados pela areia e potencialmente ameaçassem a ecologia da ilha, que é uma grande fonte de turismo. Além disso, apesar da SpaceX possuir legalmente todos os destroços do lançamento (de acordo com o artigo VIII do Tratado do Espaço Exterior), a população local foi responsável por coletar e armazenar os destroços, destacando uma responsabilidade desproporcional e injusta dos moradores locais pela limpeza do voo fracassado da Starship.